# Sybra apiceflava
Sybra apiceflava là một loài bọ cánh cứng trong họ Cerambycidae.